# Linus
Svatý Linus (zemřel patrně roku 78 či 79) je považován za nástupce svatého Petra na pozici římského biskupa, a tedy za druhého z papežů.
Vzhledem k chybějícím dobovým pramenům o něm nejsou známy žádné spolehlivé informace, prvně jeho jméno zmiňuje v seznamu římských biskupů sv. Ireneus na konci 2. století, další informace přináší Liber Pontificalis až ze 6. století.
Církevní historici předpokládající biskupský úřad se snaží dovodit bližší údaje, například kdy přesně se stal papežem (64–69), a existují i názory, že došlo k přehození jmen a on byl v řadě započaté sv. Petrem až třetí nebo čtvrtý. Podle nejčastějšího názoru byl však Linus druhým papežem, a to v letech 67–79.

## Život
Svatý Linus, papež a mučedník, se narodil patrně v etruském městě Volaterra v Toskánsku a na křesťanskou víru jej obrátil sv. Petr. Jeho otcem byl Herculanus dei Mauri, matka se údajně jmenovala Claudia.
Zastupoval svatého Petra v Římě po dobu jeho nepřítomnosti a po Petrově ukřižování se stal jeho nástupcem, římským biskupem. Nejspíše k němu se vztahuje zmínka ve 2. dopise sv. Pavla Timoteovi, který je součástí Nového zákona.
Připisuje se mu nařízení, že ženy nemají přicházet na bohoslužby bez závoje. Byl považován za autora apokryfního spisu Umučení svatých Petra a Pavla, avšak autorství je velmi pochybné. Také zavedl jako symbol římských biskupů palium.
Podle starší tradice zemřel mučednickou smrtí, avšak je to spíše nepravděpodobné. Byl pochován na úpatí vatikánského vršku.

## Úcta
Tak jako všichni papežové prvních staletí je uctíván jako světec a jeho svátek je římskokatolickou církví slaven 23. září, ve východní církvi 5. listopadu.
V roce 1615 byl v bazilice sv. Petra objeven náhrobek s nápisem Linus a byl po řadu let pokládán za jeho hrob. Pravděpodobnější však je, že náhrobek patřil jiné osobě s delším jménem, kde Linus byla pouze koncovka (např. Aquilinus, Anullinus).